# Gruta (gemeente)
De gemeente Gruta is een landgemeente in het Poolse woiwodschap Koejavië-Pommeren, in powiat Grudziądzki.
De zetel van de gemeente is in Gruta.
Op 30 juni 2004 telde de gemeente 6595 inwoners.

## Oppervlakte gegevens
In 2002 bedroeg de totale oppervlakte van gemeente Gruta 123,77 km², waarvan:
- agrarisch gebied: 80%
- bossen: 8%

De gemeente beslaat 16,99% van de totale oppervlakte van de powiat.

## Demografie
Stand op 30 juni 2004:
| Omschrijving                   | Totaal | Totaal | Vrouwen | Vrouwen | Mannen | Mannen |
| ------------------------------ | ------ | ------ | ------- | ------- | ------ | ------ |
| eenheid                        | aantal | %      | aantal  | %       | aantal | %      |
| inwoners                       | 6595   | 100    | 3312    | 50,2    | 3283   | 49,8   |
| bevolkingsdichtheid (inw./km²) | 53,3   | 53,3   | 26,8    | 26,8    | 26,5   | 26,5   |

In 2002 bedroeg het gemiddelde inkomen per inwoner 1364,51 zł.

## Administratieve plaatsen (sołectwo)
Annowo, Boguszewo, Dąbrówka Królewska, Gołębiewko, Gruta, Jasiewo, Kitnowo, Mełno, Mełno-Cukrownia, Nicwałd, Okonin, Orle, Plemięta, Pokrzywno, Salno, Słup, Wiktorowo.

## Aangrenzende gemeenten
Grudziądz, Łasin, Radzyń Chełmiński, Rogóźno, Świecie nad Osą